# Totoltepec de Guerrero
Totoltepec de Guerrero är en kommun i Mexiko.   Den ligger i delstaten Puebla, i den sydöstra delen av landet, 190 km sydost om huvudstaden Mexico City.
Följande samhällen finns i Totoltepec de Guerrero:
- Santa Cruz Nuevo